# Lekkoatletyka na Letnich Igrzyskach Olimpijskich 1936 – dziesięciobój mężczyzn

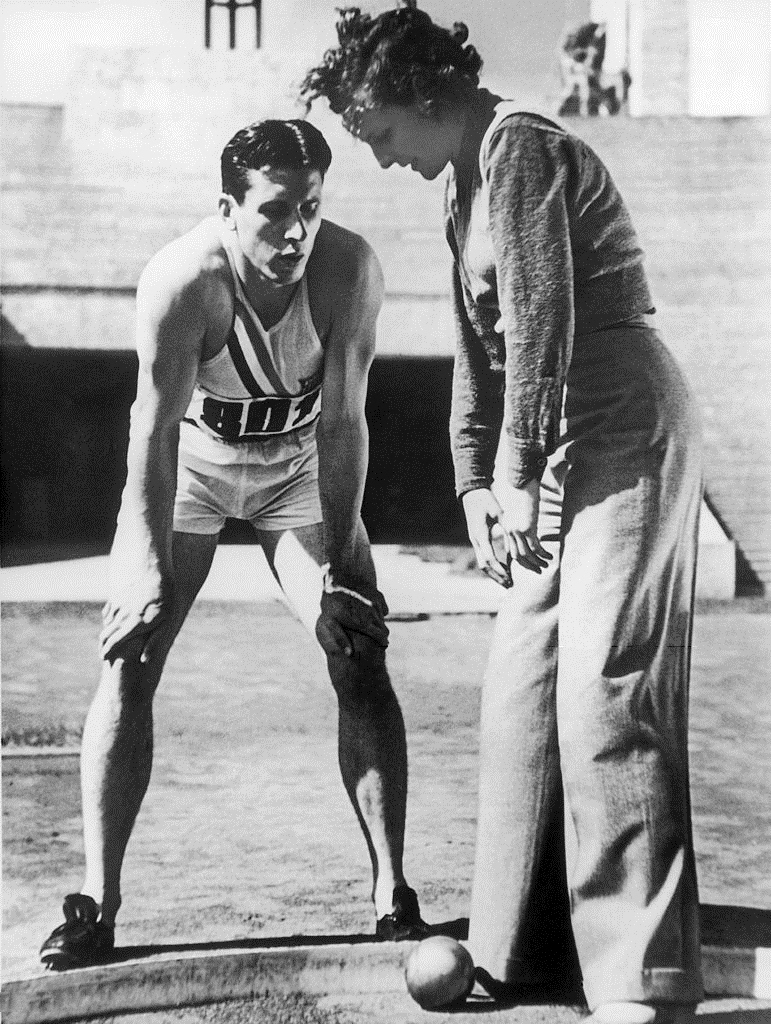
Glenn Morris i Leni Riefenstahl

Dziesięciobój mężczyzn był jedną z konkurencji rozgrywanych podczas XI Letnich Igrzysk Olimpijskich. Został rozegrany 7 i 8 sierpnia 1936 roku na Stadionie Olimpijskim w Berlinie. Wystartowało 28 zawodników z 17 krajów. Zwycięzca Glenn Morris ustanowił  rekord świata z wynikiem 7900 punktów (według ówcześnie obowiązujących tabel z 1934). Wszystkie medale zostały zdobyte przez zawodników ze Stanów Zjednoczonych.

## Rekordy
|                   | Zawodnik              | Wynik           | Miejsce     | Data              |
| ----------------- | --------------------- | --------------- | ----------- | ----------------- |
| Rekord świata     | Hans-Heinrich Sievert | 87900,46 (7147) | Hamburg     | 7–8 lipca 1934    |
| Rekord olimpijski | James Bausch          | 8462,235 (6736) | Los Angeles | 5–6 sierpnia 1932 |

| Data            |                                 | Godzina |
| --------------- | ------------------------------- | ------- |
| 7 sierpnia 1936 | Bieg na 100 metrów              | 10:00   |
| 7 sierpnia 1936 | Skok w dal                      | 11:00   |
| 7 sierpnia 1936 | Pchnięcie kulą                  | 15:00   |
| 7 sierpnia 1936 | Skok wzwyż                      | 16:00   |
| 7 sierpnia 1936 | Bieg na 400 metrów              | 17:45   |
| 8 sierpnia 1936 | Bieg na 110 metrów przez płotki | 10:00   |
| 8 sierpnia 1936 | Rzut dyskiem                    | 11:00   |
| 8 sierpnia 1936 | Skok o tyczce                   | 15:00   |
| 8 sierpnia 1936 | Rzut oszczepem                  | 16:30   |
| 8 sierpnia 1936 | Bieg na 1500 metrów             | 17:30   |

## Wyniki
| Poz. | Zawodnik          | Reprezentacja     | Punkty      | 100 m  | W dal  | Kula    | Wzwyż  | 400 m  | 110 ppł | Dysk    | Tyczka | Oszczep | 1500 m | Uwagi |
| 1    | Glenn Morris      | Stany Zjednoczone | 7900 (7254) | 11,1 s | 6,97 m | 14,10 m | 1,85 m | 49,4 s | 14,9 s  | 43,02 m | 3,50 m | 54,02 m | 4:33,2 | [ 1 ] |
| 2    | Bob Clark         | Stany Zjednoczone | 7601 (7063) | 10,9 s | 7,62 m | 12,68 m | 1,80 m | 50,0 s | 15,7 s  | 39,39 m | 3,70 m | 51,12 m | 4:44,4 |       |
| 3    | Jack Parker       | Stany Zjednoczone | 7275 (6760) | 11,4 s | 7,35 m | 13,52 m | 1,80 m | 53,3 s | 15,0 s  | 39,11 m | 3,50 m | 56,46 m | 5:07,8 |       |
| 4    | Erwin Huber       | III Rzesza        | 7087 (6649) | 11,5 s | 6,89 m | 12,70 m | 1,70 m | 52,3 s | 15,8 s  | 35,46 m | 3,80 m | 56,45 m | 4:35,2 |       |
| 5    | Reindert Brasser  | Holandia          | 7046 (6570) | 11,6 s | 6,69 m | 13,49 m | 1,90 m | 51,5 s | 16,2 s  | 39,45 m | 3,40 m | 55,75 m | 5:06,0 | [ 4 ] |
| 6    | Armin Guhl        | Szwajcaria        | 7033 (6618) | 11,3 s | 7,04 m | 12,30 m | 1,80 m | 52,3 s | 15,6 s  | 40,97 m | 3,30 m | 51,02 m | 4:49,2 | [ 5 ] |
| 7    | Olle Bexell       | Szwecja           | 7024 (6558) | 11,6 s | 6,68 m | 13,54 m | 1,75 m | 54,9 s | 16,0 s  | 38,83 m | 3,70 m | 57,07 m | 4:40,4 | [ 6 ] |
| 8    | Helmut Bonnet     | III Rzesza        | 6939 (6492) | 11,6 s | 6,66 m | 13,50 m | 1,75 m | 53,7 s | 16,2 s  | 39,16 m | 3,60 m | 58,15 m | 4:54,0 |       |
| 9    | Jerzy Pławczyk    | Polska            | 6871 (6448) | 11,6 s | 7,12 m | 11,94 m | 1,85 m | 54,0 s | 16,4 s  | 38,30 m | 3,70 m | 54,26 m | 5:04,0 |       |
| 10.  | Edvard Natvig     | Norwegia          | 6759 (6298) | 12,1 s | 6,55 m | 12,89 m | 1,85 m | 56,3 s | 16,1 s  | 39,60 m | 3,70 m | 58,36 m | 5:05,0 | [ 4 ] |
| 11.  | Aulis Reinikka    | Finlandia         | 6755 (6342) | 12,1 s | 6,32 m | 12,74 m | 1,70 m | 52,5 s | 16,5 s  | 38,61 m | 3,90 m | 50,80 m | 4:32,4 |       |
| 12.  | Péter Bácsalmási  | Węgry             | 6395 (5979) | 12,1 s | 6,78 m | 11,77 m | 1,75 m | 53,1 s | 18,4 s  | 39,64 m | 3,90 m | 55,90 m | 5:30,6 |       |
| 13.  | Fritz Dällenbach  | Szwajcaria        | 6311 (6030) | 11,9 s | 6,36 m | 11,59 m | 1,70 m | 53,6 s | 16,3 s  | 33,18 m | 3,60 m | 52,39 m | 4:48,0 |       |
| 14.  | Luben Dojczew     | Bułgaria          | 6307 (5944) | 11,5 s | 6,35 m | 12,26 m | 1,70 m | 54,1 s | 16,3 s  | 38,25 m | 3,70 m | 48,43 m | 5:34,2 |       |
| 15.  | Osvaldo Wenzel    | Chile             | 6058 (5790) | 12,2 s | 6,25 m | 12,43 m | 1,65 m | 55,3 s | 18,2 s  | 37,11 m | 3,20 m | 54,93 m | 4:34,6 |       |
| 16.  | Josef Klein       | Czechosłowacja    | 5883 (5718) | 11,6 s | 6,22 m | 10,99 m | 1,55 m | 53,3 s | 17,3 s  | 35,88 m | 3,10 m | 51,72 m | 4:49,6 |       |
| 17.  | Maurice Boulanger | Belgia            | 5097 (5020) | 12,4 s | 5,85 m | 9,92 m  | 1,60 m | 55,1 s | 19,2 s  | 25,20 m | 3,30 m | 43,43 m | 4:35,0 |       |
| –    | Leif Dahlgren     | Szwecja           | DNF         | 11,6 s | 6,65 m | 12,63 m | 1,75 m | 51,2 s | 16,0 s  | 38,06 m | 3,30 m | 47,74 m | –      |       |
| –    | Zoltán Csányi     | Węgry             | DNF         | 11,6 s | 6,42 m | 14,00 m | 1,60 m | 54,0 s | 17,0 s  | 35,86 m | 3,70 m | 48,70 m | –      |       |
| –    | Willy Bührer      | Szwajcaria        | DNF         | 11,8 s | 6,48 m | 13,25 m | 1,75 m | 54,5 s | 16,6 s  | 36,43 m | 3,30 m | 43,10 m | –      |       |
| –    | Franz Sterzl      | Austria           | DNF         | 11,7 s | 6,52 m | 10,98 m | 1,75 m | 53,3 s | 16,5 s  | 35,33 m | 3,20 m | –       | –      |       |
| –    | Émile Binet       | Belgia            | DNF         | 11,4 s | 6,55 m | 8,26 m  | 1,65 m | 52,2 s | 16,0 s  | 26,87 m | –      | –       | –      |       |
| –    | Martti Tolamo     | Finlandia         | DNF         | 11,5 s | 6,84 m | 12,68 m | 1,75 m | 51,2 s | 16,6 s  | 34,36 m | –      | –       | –      |       |
| –    | Akilles Järvinen  | Finlandia         | DNF         | 11,4 s | 6,69 m | 13,53 m | 1,75 m | 50,7 s | –       | –       | –      | –       | –      |       |
| –    | Jānis Dimza       | Łotwa             | DNF         | 11,9 s | 6,36 m | 13,66 m | 1,70 m | –      | –       | –       | –      | –       | –      |       |
| –    | Erwin Reimer      | Chile             | DNF         | 12,0 s | 5,92 m | –       | –      | –      | –       | –       | –      | –       | –      |       |
| –    | Zhou Changxing    | Chiny             | DNF         | 12,2 s | 6,28 m | –       | –      | –      | –       | –       | –      | –       | –      |       |
| –    | Karl Vilmundarson | Islandia          | DNF         | 12,6 s | 5,62 m | –       | –      | –      | –       | –       | –      | –       | –      |       |